# Liophryne similis
Espèce
Statut de conservation UICN

 DD  : Données insuffisantes
Liophryne similis est une espèce d'amphibiens de la famille des Microhylidae.

## Répartition
Cette espèce est endémique de la province nord (ou d'Oro) en Papouasie-Nouvelle-Guinée. Elle n'est connue que dans sa localité type, Myola Guest House, dans la chaîne Owen Stanley, à environ de 2 080 m d'altitude,.

## Étymologie
Son nom d'espèce, du latin similis, « similaire », lui a été donné en référence à sa ressemblance avec l'espèce Liophryne rhododactyla.

## Publication originale
- Zweifel, 2000 : Partition of the Australopapuan microhylid frog genus Sphenophryne with descriptions of new species. Bulletin of the American Museum of Natural History, vol. 253, p. 1-130 (texte intégral).